# パーシー・ノエル
エドモンド・パーシー・ノエル（Edmond (Ephraim) Percy Noël、 1882年8月4日 - 1958年）とは、第一次世界大戦でフランスの従軍記者を務め、その後、アメリカ合衆国フィラデルフィア市のパブリック・レジャー紙通信員、大阪毎日新聞社社員、フランスのヘラルドトリビューン紙及びアントランシジャン紙通信員を務めた米国人記者である。

## 著書
- Aero and hydro; America's aviation weekly
- 黒船 (オペラ台本)
- Ayame (1935年5月、オペラ台本、パリ初演)[2][3]
- When Japan Fights (1937年, Hokuseido Press)
- 『戦時日本の内情を衝く』三、 パーシー・ノエルの日本視察記 (1938年)